# John Wiethe
John Albert Wiethe, detto Socko (Cincinnati, 17 ottobre 1912 – Cincinnati, 3 maggio 1989), è stato un giocatore di football americano, cestista e allenatore di pallacanestro statunitense, professionista nella NBL.

## Carriera
Giocò per una stagione nella NBL, disputando 6 partite con 5,3 punti di media.